# Фунденій-Ной
Фунденій-Ной (рум. Fundenii Noi) — село у повіті Галац в Румунії. Адміністративний центр комуни Фундень.
Село розташоване на відстані 170 км на північний схід від Бухареста, 41 км на північний захід від Галаца.

## Населення
За даними перепису населення 2002 року у селі проживали 823 особи, усі — румуни. Усі жителі села рідною мовою назвали румунську.